# In My Garden
In My Garden är ett musikalbum av Jennifer Brown utgivet 1997. Albumet var Browns andra.

## Låtlista
1. "In My Garden" - 4:35
2. "Adore" - 3:47
3. "When To Hold On" - 4:24
4. "Think About Me" - 4:35
5. "Best Friend" - 3:57
6. "I'm In Love" - 4:05
7. "Sweet Remedy" - 4:18
8. "On My Mind" - 3:28
9. "One Secret" - 3:48
10. "Feel That Natural" - 3:30
11. "Love Will Remain" - 4:02
12. "Why Do I Love You" - 3:36